# NGC 461
NGC 461 este o galaxie spirală situată în constelația Sculptorul. A fost descoperită în 25 septembrie 1834 de către John Herschel.